# Meliorchis
Meliorchis là một chi thực vật có hoa trong họ Orchidaceae.